# أميثكيتا
بلدية أميثكيتا (بالإسبانية: Amézqueta) هي بلدية تقع في مقاطعة غيبوثكوا التابعة لمنطقة إقليم الباسك شمال إسبانيا.

## الديموغرافيا
يبلغ عدد سكان بلدية أميثكيتا 970 نسمة عام 2011 (وفقاً للمعهد الوطني للإحصاء الإسباني).
| 1.005 | 995 | 988 | 969 | 954 | 990 | 970 |